# Odrga
Odrga – wieś w Słowenii, w gminie Trebnje. W 2018 roku liczyła 79 mieszkańców.